# Karl Otto von Manteuffel

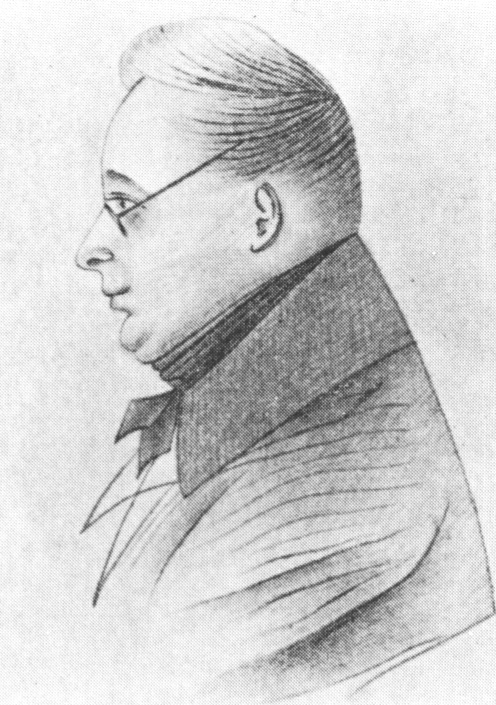
Karl Otto von Manteuffel

Karl Otto Freiherr von Manteuffel (* 9. Juli 1806 in Lübben (Spreewald); † 28. Februar 1879 in Berlin) war ein preußischer Beamter und Abgeordneter. 1854–1858 amtierte er als Landwirtschaftsminister.

## Leben
Karl Otto von Manteuffel wurde als Sohn von Friedrich Otto Gottlob Freiherr von Manteuffel (* 6. April 1777; † 20. Januar 1812 in Lübben) und seiner Ehefrau Auguste geb. von Thermo (* 4. Dezember 1782 in Zieckau, Kreis Luckau; † 2. März 1810 in Lübben), geboren. Der Vater war Oberamtsregierungspräsident und Konsistorialdirektor des Markgraftums Niederlausitz. Karl Otto war der 17 Monate jüngere Bruder des späteren preußischen Ministerpräsidenten Otto Theodor von Manteuffel. Zu seinen Cousins ersten Grades zählten der Generalfeldmarschall Edwin von Manteuffel und der Forstmann Hans Ernst von Manteuffel, ferner war er der Neffe des sächsischen Geheimrats August von Manteuffel und des preußischen Oberlandesgerichtspräsidenten Hans Carl Erdmann von Manteuffel. Seit 1819 besuchte er das Gymnasium Schulpforta. Danach studierte er 1825–1828 an der Friedrichs-Universität Halle Rechtswissenschaft. Ab 1825 war er Angehöriger des Corps Saxonia Halle. Er wechselte an die Friedrich-Wilhelms-Universität zu Berlin.
Anschließend trat er den üblichen Vorbereitungsdienst für den preußischen Justizdienst an und wechselte später in den Verwaltungsdienst. Er war 1828 Auskultator am Stadtgericht, später Kammergerichtsreferendar in Berlin, Assessor bei der Generalkommission in Soldin und Regierungsassessor in Frankfurt (Oder). Seit 1841 war er Landrat des Landkreises Luckau und bekleidete dieses Amt bis 1849. Im Jahr 1847 gehörte er dem Vereinigten Landtag an. Außerdem war er 1849/1850 Mitglied der ersten Kammer des preußischen Landtages. Auch dem Erfurter Unionsparlament gehörte er 1850 an.
Im Jahr 1850 war Manteuffel Vizepräsident im Regierungsbezirk Königsberg. Ein Jahr später wurde er zum Regierungspräsidenten im Regierungsbezirk Frankfurt ernannt. Noch im selben Jahr wurde er Unterstaatssekretär im preußischen Innenministerium. Seit 1852 war Manteuffel Mitglied des Preußischen Staatsrats. Friedrich Wilhelm IV. wollte ihn zum Unterstaatssekretär im Preußischen Ministerium für Landwirtschaft, Domänen und Forsten machen, was zunächst am Widerstand des Preußischen Staatsministeriums scheiterte. Am 16. Oktober 1854 wurde ihm vom König mit Gegenzeichnung der Minister „die Verwaltung des Ministerii für landwirthschaftliche Angelegenheiten“ übertragen und zwar „mit voller Verantwortlichkeit“, allerdings ohne ihn zum Minister dieses Ministeriums zu ernennen.
Das Staatsministerium war Anfang Oktober 1854 der Ansicht, dass er „in Folge dieser ihm übertragenen Funktionen Sitz und Stimme im Staats-Ministerio erhalten würde“, König Friedrich Wilhelm IV. hatte aber Bedenken, ihm „diese Stellung im Staats-Ministerio einzuräumen und zwar lediglich aus dem Grunde, weil es Anstoß erregen dürfte, wenn zwei Brüder dem Staats-Ministerio als Mitglieder angehören. Ich bin daher zwar ganz damit einverstanden, daß der Freiherr von Manteuffel befugt sein solle, den Berathungen des Staats-Ministerio beizuwohnen; indessen soll ihm nur in Angelegenheiten seines Ressorts ein Stimmrecht zustehen.“ 1856 erhielt er den Titel eines Wirklichen Geheimen Rats. Außerdem wurde er 1850 mit den Roten Adlerorden 4. Klasse, später 2. Klasse mit Stern und Eichenlaub ausgezeichnet.
Obwohl er als konservativer Leiter des Landwirtschaftsministeriums galt, plädierte er Anfang 1857 gegenüber dem Kultusminister Karl Otto von Raumer dafür, dass „viele junge Landwirthe“ den Zugang zum „Unterricht an der hiesigen Universität“ erhalten sollten.
Am 6. November 1858 begann die sog. Neue Ära, als Prinz Wilhelm mit Gegenzeichnung des Ministerpräsidenten Fürst zu Hohenzollern-Sigmaringen acht neue Minister ernannte. Am selben Tage wurde Karl von Manteuffel mitgeteilt, dass ihm „das Kreuz der Groß-Comthure des Hohenzollern-Hausordens“ verliehen werden sollte und Erdmann von Pückler die Leitung des Landwirtschaftsministeriums „unter Ernennung desselben zum Staats-Minister übertregen“ wurde.
Nach der Zeit im Landwirtschaftsministerium lebte er als Gutsbesitzer in Drahnsdorf. Er gehörte dem Provinziallandtag Brandenburg an. Zwischen 1852 und 1858 und erneut von 1873 bis 1879 war er Mitglied des Preußischen Abgeordnetenhauses. Seit 1865 war er Vorsitzender des Kommunallandtages der Niederlausitz. Karl Otto von Manteuffel war seit 1871 Mitglied der Oberlausitzischen Gesellschaft der Wissenschaften. Er blieb unverheiratet.